# 티아마트
티아마트(영어: Tiamat)는 메소포타미아 신화의 여신이다. 간혹 티아맛으로 표기하나 틀린 표기이다. 티아마트는 염수를 의미하며, 반려자인 압주(Abzu, Apsu)는 담수를 가리킨다. 티아마트는 만물의 모신(母神)으로 알려져 있으나, 바다의 뱀(서펀트)이나 용(드래곤)을 의미하기도 한다. 그리스 신화에서는 포세이돈 또는 헤라가 카시오페이아를 벌하기 위해 보낸 괴물의 이름으로 등장한다.

## 신화
압주와 티아마트는 많은 신을 낳았다. 그러나 자손들과의 생활이 번거로웠던 압주는 티아마트에게 그들을 죽이라고 지시했다. 하지만 티아마트는 오히려 자손들에게 압주의 계획을 가르치고 경고했다. 결국 그 자손중의 아누는 나머지 형제 · 자매들과 공모하여 압주를 살해했다.
그 뒤 티아마트는 신 중의 어머니로서 존경받았다. 그러나 아누는 점차 권위를 바라게 되어 머지않아 주신의 자리를 요구하였다. 티아마트는 이에 격노하여 아누의 부하를 본보기로 처형했으며, 자손들은 더 이상 싸움을 피할 수 없게 되었다. 그러나 티아마트의 손자에 해당되는 신 중에 마르두크이라는 번개로 무장한 무신이 티아마트에게 도전했다. 티아마트는 이에 맞서 킹구(en:kingu)에게 권위의 상징인 '하늘의 석판'을 하사하여 마르두크에 대항하게 했으나 간단히 패배했다. 결국 티아마트는 마르두크를 직접 상대해 그 커다란 입으로 집어삼키려고 했다. 하지만 마르두크는 티아마트가 입을 연 순간 폭풍을 불러 입을 닫지 못하게 한 다음, 티아마트의 몸에 검을 찔러 넣어 살해했다.
싸움이 끝난 뒤, 마르두크는 티아마트의 몸을 이등분하여 각각 하늘과 땅으로 만들었다. 티아마트의 두 눈은 티그리스강과 유프라테스강의 원천이 되었으며, 꼬리는 은하수가 되었다. 그리고 마르두크는 그 공로를 인정받아 신들의 왕이 되었다.
그리스 신화에서도 티아마트가 등장하는데, 그리스 신화 속의 티아마트는 바다 괴물로, 자신의 아름다움 또는 자신의 딸 안드로메다의 아름다움을 뽐내는 카시오페이아를 괴씸하게 여긴 포세이돈 또는 헤라가 이디오피아로 티아마트 또는 바다고래를 보냈다고 한다.

## 외향
티아마트는 간혹 바다의 뱀(서펀트)이나 용(드래곤)으로 인용되곤 하지만, 정작 에누마 엘리시에는 그에 대한 언급이 명확하지 않아 아직까지 외향의 논란이 있다. 에누마 엘리시에는 티아마트가 바다의 뱀과 용을 낳았으나, 그들이 티아마트와 닮았다는 기술은 존재하고 있지 않다. 또한 티아마트는 그 외에도 다양한 자손을 낳았는데 '바다의 괴물'에 국한했다는 기록 또한 없다. 하지만 출토된 점토판이나 문헌 등에서 뿔과 꼬리를 가지고 있다는 공통적인 사항은 확인되고 있다.

## 픽션으로의 인용
- 테이블 롤플레잉 게임의 일종인 《던전 앤 드래곤》에 등장하는 여신 티아마트는 여러 개의 머리를 가진 드래곤으로 그려진다.
- 비디오 롤플레잉 게임인 《여신전생》이나 《오우거 배틀 사가》, 《파이널 판타지》 등에선 드래곤의 형태로 등장한다.
- 모바일 게임 《크래시 피버》에서는 티아마트가 드래곤 타입으로 등장한다.
- 애니메이션 영화 《너의 이름은.》에서 일본 열도에 떨어지는 혜성으로 등장한다. 본 영화에서의 주 제재로 나타나고 있다.

## 같이 보기
- 에누마 엘리시
- 가이아
- 이미르
- 대지모
- 키벨레
- 푸루샤
- 반고 (신화)
- 하이누벨레형 신화

## 참조
- Enuma Elish
- Enuma Elish, the Babylonian creation story